# Tactical Soccer
Tactical Soccer (タクティカル・サッカー, Takutikaru Sakkā) é um jogo eletrônico de futebol do tipo Manager produzido pela EA Sports Victor para o Super Nintendo em 21 de abril de 1995. É considerado um sucessor do Zico Soccer, e assim como neste, e diferentemente dos outros jogos de futebol estilo manager, em Tactical Soccer você é apenas o técnico da equipe, e deve orientar os seus jogadores a passarem a bola, chutar, fazer faltas e afins...
O game foi dirigido por Michitaka Tsuruta, e o game design por Naoki Kitamoto. Produzido por Masato Mizushima e Takashi Mori.

## O Jogo
O player deve escolher entre 16 times nacionais de futebol com habilidades que variam de uma nota da letra "A" (melhor) a uma nota da letra "E" (pior). Existem 8 formações diferentes para escolher e uma vez que o player definiu sua equipe, durante o jogo ele deve usar um mapa tático para guiar os jogadores até o gol adversário.
Tactical Soccer foi lançado quase um ano depois da Copa do Mundo FIFA de 1994, mas os times disponíveis são exatamente aqueles que se classificaram para as oitavas de final do torneio (exceto a inclusão do Japão em vez da Arábia Saudita).

## Recepção
| Críticas profissionais | Críticas profissionais |
| Avaliações da crítica  | Avaliações da crítica  |
| Fonte                  | Avaliação              |
| ---------------------- | ---------------------- |
| Famicom Tsūshin        | 21/40                  |

A revista Famicom Tsūshin, em sua edição No.332. (28 de Abril de 1995) deu uma nota 21 de 40 ao game.